# 北山伏町
北山伏町（日语：／ Kita-yamabushichō */?）是東京都新宿區的町名。已實施住居表示，不設「丁目」。當地人口有435人（2013年8月1日）。郵遞區號為162-0853。

## 地理
位於新宿區東部。北臨矢來町，東接橫寺町與箪笥町，南與南山伏町之間以大久保通為界，西通市谷山伏町。大久保通旁多大樓與商店，其他為住宅區。

## 歷史
1872年（明治5年）牛込山伏町分成市谷山伏町、北山伏町、南山伏町。1990年（平成2年），與近鄰五町實施住居表示，繼承舊町名。

### 地名由來
傳聞此地有眾多山伏（修驗者）居住而得名。後分成南北兩區。

## 交通
本地沒有鐵路車站，可利用都營地下鐵大江戶線牛込柳町站與牛込神樂坂站。

## 設施
- 牛込郵便局
- 新宿區立北山伏特別養護老人之家
- 新宿區立牛込第一中學校

## 備註
1. ↑  『角川日本地名大辞典 13　東京都』、角川書店、1991年再版、P873
2. ↑  .   [2013-08-10]. （原始内容存档于2014-08-19）.

## 外部連結
- 新宿區役所（页面存档备份，存于）